# Михайло Шейтельман
Михайло Павлович Шейтельман (нар. 4 грудня 1968, Ленінград) — ізраїльський політтехнолог, публіцист, письменник, бізнес-консультант, блогер. Був радником Бориса Абрамовича Березовського. Мешкає у Києві.

## Життєпис
Батько — єврей, мати — латишка. Навчався у математичній школі № 239. 1989 року, повернувшись із радянської армії, зайнявся бізнесом. 1991 року закінчив відділення аеродинаміки Ленінградського політехнічного інституту. Паралельно займався КВК і був комісаром будзагону. Того ж року емігрував до Ізраїлю, жив у кібуці, навчався в університеті імені Бар-Ілана на математичному факультеті.
Певний час мешкав у Латвії в Ризі та Сігулді (разом більше 10 років) та два роки в Білорусі в Мінську. Потім переїхав до України, тепер мешкає у Києві.
З початком повномасштабного вторгнення Росії в Україну 24 лютого 2022 року активно виступає в українських, ізраїльських, латвійських та інших ЗМІ та ютуб-каналах, висловлюючись на підтримку України. 18 серпня 2022 року відкрив свій канал на YouTube.
Уникає розмов про сім'ю. У 2014 році в одному з інтерв'ю він лише повідомив, що його батьки, сестра Ольга та син живуть в Ізраїлі. Дружину звуть Марина.
Є громадянином Ізраїля, українського громадянства не має.

## Професійна діяльність
Його великий і різноманітний досвід включає понад 20 років діяльності стратегічним консультантом та старшим менеджером у різних міжнародних проєктах, включаючи політичні кампанії, медіаменеджмент, соціальні та екологічні ініціативи.
Свою кар'єру він розпочав інженером-програмістом у компанії Nortel. У 1999 році заснував своє перше рекламне агентство в Ізраїлі, яке орієнтувалося на російськомовну цільову аудиторію. Відтоді він обіймав керівні стратегічні та творчі посади. Займався продюсуванням, організацією шоу, концертів та гастролей.
З 1996 року займається політтехнологіями. Був радником Бориса Березовського.
Консультував виборчі кампанії в Ізраїлі, Росії, Латвії та Киргизстані, а також неурядові організації, такі як Російський єврейський конгрес.
У 2015 році був стратегічним радником передвиборчого штабу партії «Наш дім Ізраїль», в результаті чого міністром оборони призначили лідера партії Авігдора Лібермана.
Досвід в медіаменеджменті включає інтернет-підрозділ медіагрупи СТБ (Україна), запуск латвійського каналу TV5 і зростання його частки з 2 % у 2008 році до 9 % у 2010 році.
Протягом майже десяти років керування групою телеканалів LNT (Латвія) він ініціював і здійснив покупку групи голландською бізнес-групою, результатом якої стало створення провідної служби новин країни, створення нішевих новинних і музичних каналів, приведення керівництва і бухгалтерського обліку до західних стандартів, а згодом продаж корпорації NewsCorp.
Працював стратегічним консультантом і членом правління низки міжнародних холдингів та інвестиційних груп.
Має численні публікації та інтерв'ю в ЗМІ по всьому світу, а також є автором книги про менеджмент медіабізнесу та маркетинг.